# Бориня (потік)
Бо́риня (пол. Borynia) — гірський потік в Україні, у Самбірському районі Львівської області. Лівий доплив Стрию, (басейн Дністра).

## Опис
Довжина потоку приблизно 7,21 км, найкоротша відстань між витоком і гирлом — 6,26  км, коефіцієнт звивистості потоку — 1,15. Формується багатьма безіменними гірськими струмками. Потік тече у межах Стрийсько-Сянської Верховини (частина Українських Карпат).

## Розташування
Бере початок на північних схилах гори Устрих (838 м). Спочатку пече переважно на північний схід понад горою Хомовець (785,3 м), далі тече на південний схід через селище Бориня та село Штуковець і впадає у річку Стрий, праву притоку Дністра.

## Цікавий факт
- У селищі Бориня та селі Штуковець потік перетинає автошлях Т 1423[3].

## Притоки
- Кривуля, Намастерський (ліві)[4].